# Кенрік Монк
Кенрік Монк (англ. Kenrick Monk, 1 січня 1988) — австралійський плавець.
Учасник Олімпійських Ігор 2008, 2012 років.
Чемпіон світу з водних видів спорту 2007 року, призер 2009 року.
Чемпіон світу з плавання на короткій воді 2008 року.
Призер Пантихоокеанського чемпіонату з плавання 2006, 2010 років.
Переможець Ігор Співдружності 2006, 2010 років.